# George C. Kimble
George C. Kimble (também escrito Kimbell ou Kimball; 6 de março de 1803 - 6 de março de 1836) foi um militar norte-americano que foi defensor e oficial da expedição missionária Alamo, em San Antonio, Texas. Morreu na Batalha do Álamo. O Condado de Kimble, na região montanhosa do Texas, foi batizado em sua homenagem.